# 米相場

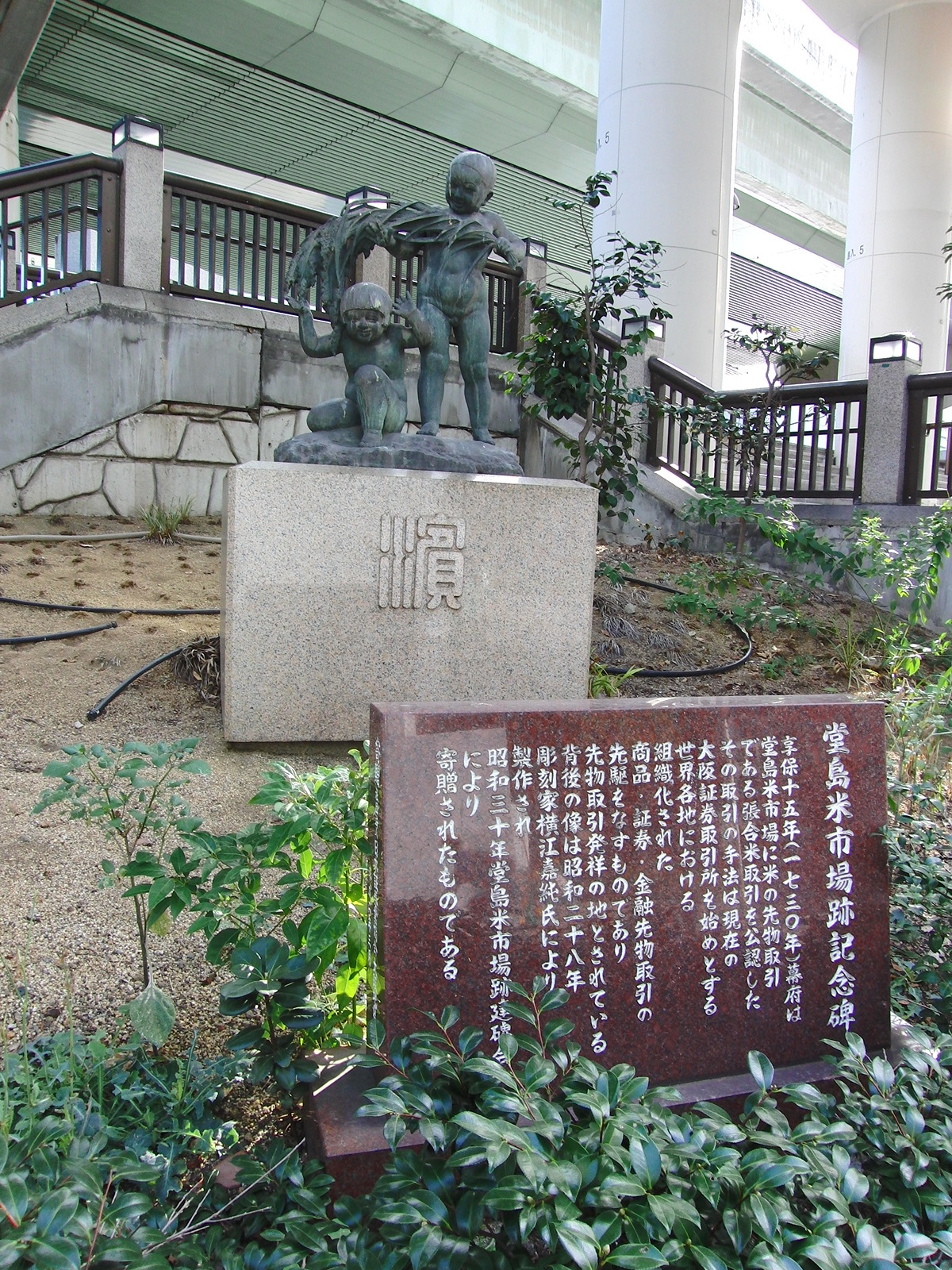
堂島米市場跡記念碑

米相場（こめそうば）とは、江戸時代における米の先物相場を指す用語である。なお本項では、日本における江戸時代から現代に至るまでの米の先物取引市場について記述する。

## 江戸時代
大坂・堂島では、宝永・正徳期から米相場が始まり、紆余曲折の末に享保15年（1730年）になって江戸幕府の公認を受け、堂島米会所を開いた。これが先渡し契約の無い公認の近代的な商品先物取引の始まりである。
当時の米相場では、実物の米の出し入れは行わず、先物取引の期間中に発生した米価の変動分の差金を授受することで取引が終了した。凶作などで米価の値上がりを予想すれば先物を買い、豊作などで米価の値下がりを予想すれば先物を売る。米価が値下がりした場合、先売りしていた人は安くなった値段で買い戻すことで利益を得ることが出来るが、反対に先買いした人は値下がり分だけ損をすることになる。このため、米相場は賭博的な要素があり、場合によっては破産のリスクもある。だが、その一方で米相場は大名や商人などの米の大量保有者が廻米を行う場合に予め売却予定地の米相場において到着の日付・量に対応した先売りを行い（売りつなぎ）、実際の到着時に米価が下がっていた場合でも買い戻しをする（すなわち、現物取引である正米取引と先物取引である空米取引において同時に両者反対の行動を起こす）ことによって損失の一部を補てんできるという保険的な役割も果たし、輸送リスクを最小限に留めていた。
また当時の日本で米は貨幣的な役割を果たしていたこと、金本位制と銀本位制が混在していたことから、米を仲立ちとして金と銀の交換レートが実質的に決定されるという役割も持っていた。このことから、商品としての米よりも流通貨幣としての米の側面が強く、実質的には商品市場というよりも為替（金融取引）市場として機能していたと分析する研究者もいる。
大坂の他にも江戸蔵前や酒田、新潟、桑名、尾道、赤間関（現在の下関）などの米の集散地には大小の米相場が形成された。その中でも西日本の大名が年貢米を売却した大坂の堂島米会所における帳合米商は規模が大きかった。帳合米商は正米商に先だって行われる慣例があったために、帳合米商の価格は正米商の価格の先行指標となり得たために、米価の平準化・調整の機能も持っていた。幕末には中間の形態を有した石建米商も登場した。
淀屋は、その邸宅を淀屋橋南詰に構え、盛んに、蔵米の売却を行ったので、自然多数の米商人が常にその邸宅の前に集まるようになり、既に承応寛文の頃には（17世紀の中葉）には、市場がそこに成立していたのである。これが我が国に於ける取引所の起源であると言われている。元禄10年（1697年）淀屋が三代目に至って没落してから、この市場は近くの堂島に移った。これを堂島米会所と称し、当初は、現物市場であったが、間もなくここに、延取引が行われ、移転後約20年、享保の初年になって、帳会米商内なる仕法が案出実施された。これが、享保15年（1730年）幕府から公許されて、堂島市場は、立派な取引所になった。文久3年（1863年）帳会米商が廃止されるまで、帳会米の仕法が中心となっていた。また、我が国の取引所における売買の原型は帳会米の仕法であり、清算取引に近似している。
米商会所は、1805年当時、幕府公許として、大坂、京都、大津があり、地方藩主の許可としては、赤間関、桑名、松阪、金沢、酒田、鶴岡があった。
当初、日本で行われた狭義の先物取引は、1730年に大坂堂島で行われた帳合取引（空米取引、現金決済先物取引）であったが、文久3年（1863年）に赤間関諸荷物会所で従来の帳合取引に代えて正米受引の仕法（正米取引、現物先物取引）という赤間関独自の取引仕法で行われた。受渡制度に関して、現行の取引制度でいえば、例えば、東京原油、日経・東工取商品指数など差金決済のみの取引が、帳合取引（厳密には、帳合取引には「正銀正米法」という現物の受渡し制度があったが、現物と先物の値段に異常な差が生じたときの例外規定で、反対売買の差金決済が原則で受渡しはしないが、東京原油、日経・東工取商品指数などは差金決済のみの取引で受渡制度は存在しないということになる）と同様の取引となり、東京金（標準）、東京ガソリンなど差金決済以外にも現物での受渡も出来る取引が正米受引の仕法と同様の取引となる。正米受引の仕法は、堂島をはじめ各地の市場の範となった。堂島米会所で実施された取引仕法－限月正米受渡し仕法について多くの書は文久3年以来、長州赤間関で行われていた正米受引の仕法を採用したとしている。

## 明治〜戦前

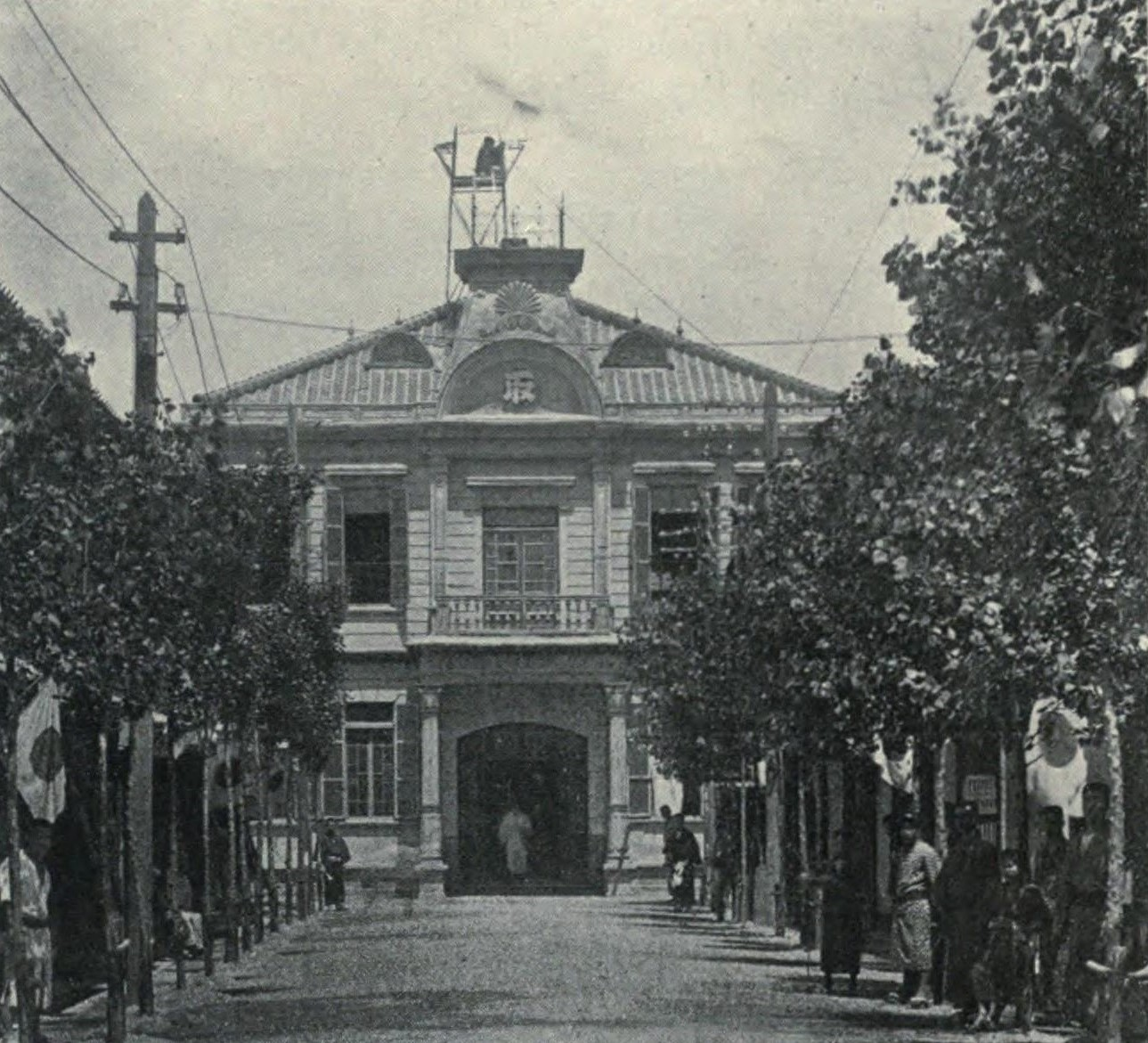
神戸水木通りにあった神戸米穀株式取引所（前身は1877設立の兵庫米商会社）

明治維新となって、大阪堂島の石建米商を初め、各地の米会所の取引を以て賭博に類するものと為し、明治2年一律にこれを禁止した。1871年（明治4年）に、更めて大阪に堂島米会所の設立を許し、ここに、限月米（げんげつまい）取引を行わした。この方法は、帳合米商内や石建米商内から、戦前の米の清算取引に一歩近づいた。その近づいた点は、標準米取引となったこと。即ち、格付検査を依って代用米の受渡す途を開くと同時に、正米受引の仕法、即ち、期日までに反対売買を依って決済されないものは、正米を以て受け渡すようになり、従来赤間関において行われていた仕法にならったということになる。
1876年（明治9年）、大阪では、前年来の金融逼迫と豊作により前年1石7、8円であった米価が4円まで下がり、また、地租改正により地租が金納となるなど、納税者である農民は米価安に困窮していた。同年、政府は預かり米制度、翌1877年（明治10年）、地租代納米制度を設けることによって、農民の貢祖金納制の推進を助けようとしたが手続きが面倒であったことからあまり利用されなかった。これらの背景から、政府は米価の回復をはかるため、投機取引所を必要とした。さらに、財政難の中、取引税の増収が見込められることから、1876年（明治9年）8月、太政官布告「米会所条例」を布告した。条例によって米穀先物取引所を営むには会社規定を制定し、政府の許可を受けることが必要となった。この条例によって設立した米会所は、東京蛎殻町、東京兜町、大阪堂島、京都、近江（大津）、赤間関など全国で14箇所であった。1880年（明治13年）米価の平準を保つということで、米会所条例の改正が行われた。主な改正点は、
1. 仲買人身元金の変更―従来、東京・大阪は200円、他は一等200円、二等100円を改めて、一律1000円とする。
2. 売買証拠金を10分の1から10分の2とする。
3. 現場売買を禁止する

などであった。この結果、仲買人の激減、取引低迷となる米会所が出た。そして、規制緩和の運動は各地の米商会所から出たから、政府もその声を聞き容れ1882年（明治15年）12月、税金、証拠金、仲買人の身元保証金についての要求を受け入れたが、1883年（明治16年）軍備拡大のための増税策のひとつとして出来た、仲買人税（約定金額の1000分の5）の創設とあいまって取引高はその後も不振が続いた。しかし、1885年（明治18年）に入り、仲買人税が廃止され、さらに1888年（明治21年）末には米商会所税が定期売買約定金額の、1000分の2から株式と同率の万分の6と改正され、米穀先物取引回復の兆しが見えてきた。
1887年（明治20年）5月、政府は取引所条例（ブルース条例）を発布した。この条例の構想は、
1. 営利を目的とする株式会社組織による取引所を非営利会員組織とすること
2. 取引所は売買契約の履行を担保する責任は負わず、違約は被違約者が違約者に要求すること
3. 仲買人は自己売買を禁止し、委託行為のみとすること
4. 実物取引による取引方法を導入すること
5. 諸商品の取り扱いを可能とすること

を目指し、今までの取引慣習を完全に否定しようとするものであった。これらは投機に対しての政府の誤った認識によるもので実状に即していないと、旧米商会所、旧株式取引所関係者のみならず学者からも反対論が噴出した。1893年（明治26年）6月、農商務大臣井上馨の調停によって、従来の取引所に対しては1894年（明治27年）6月まで旧制度での営業が認められ、その間、政府は欧米の実状を調査し、新取引所制度の立案に当たることとなった。
1893年（明治26年）3月、米商会所条例、株式取引所条例、取引所条例を統合して、新たに取引所法が制定され、取引所税法と共に公布された。この2法によって取引所の資本金、営業保証金、株式手数料及び積立金、定期売買に関する税額の規定が定められた。主な要点は、
1. 売買商品ごとに1地区1箇所とし、15人の発起人（半数は会員又は仲買人であること）で設立出来ること
2. 会社組織でも会員組織でも良いこと
3. 会員及び仲買人をもって売買がなされ、会員は自己の計算のみの取引を、仲買人は自己もしくは他人の計算（委託取引）で以って取引できること
4. 役員は会員もしくは株主の中から選ばれ政府の認可を受けること
5. 取引は実物取引（直取引、延べ取引）定期取引（3箇月以内）の3種とすること
6. 取引所外に於ける定期取引、類似取引の禁止及び罰則規定
7. 取引所に於いて値決めされた先物相場を公定相場とすること
8. 取引所の監査以外の役員、使用人の売買取引の禁止
9. 委託手数料は売買約定代金の1000分の8以内で取引所の組織、売買物件・方法・状況に応じて取引所が定めること
10. 株式会社組織である場合は資本金を3万円以上とし、資本金の3分の1は政府に納入すること、営業保証金、積立金については取引所担保制度を適用すること
11. 免許の更新は10年とする
12. 倉庫業の兼業を認め、倉荷証券（指図式）の発行を認める。

取引所法の施行によって新しく取引所のシステムが整えられたが、明治26年中に新しく設立された取引所は37に及んだ。
- 米商会所条例によって設立されたもの 大阪堂島、東京、赤間関ほかの米穀取引所ほか10箇所
- 株式取引所条例によって設立されていたもの 東京、大阪、京都の各取引所 3箇所
- 明治20年の勅令によって設立されていたもの 高岡肥料外五品、神戸米外五品、佐賀米外二品 3箇所
- 株式会社組織にて新しく設立されたもの 岡山米穀、広島米穀、米子米穀、尾道米穀、熊本米穀、大阪油ほかの米穀取引所 ほか11箇所
- 会員組織にて設立されたもの 近江米油取引所 1箇所

取引所設立は明治27年以降も多数に昇り、政府が新設申請に対して無条件に許可を与えていたから1898年（明治31年）までにその数は184に及んだ。新しく設立された取引所の中には市場としての活動が希薄な取引所や設立後、市場の維持が出来ず、すぐに解散に至るもの、その他、大きな取引所の写真相場を使って空取引、賭博的取引をする所も出てきた。そこで、政府は緊急を要するとして、勅令でもって取引所規制を始め、仲買人身元保証金の増額、新設にあたっては会員組織に限定するなどの処置をとった。この対応によって、1899年（明治32年）から1901年（明治34年）にかけて52の取引所が解散し、取引所の数は1912年（大正元年）には44箇所までに減少した。
2012年現在、総合取引所化構想が日本に存在するが、戦前は、赤間関米穀株式取引所など株式、商品を扱う総合取引所が存在した。
1914年（大正3年）取引所法の整備が進められ、取引所法の一部が改定された。おもな改正点は
1. 取引所役員と仲買人の兼職禁止
2. 取引所役職員の取引所取引の禁止
3. 呑み行為取締り規定の整備
4. 仲買人の支店、主張所における受託行為の禁止
5. 取引所に対する営業税と仲買人に対する取引税の分離及び税率の低減
6. 一般人の仲買業への進出の禁止、不適格条件である刑罰の罪種拡張
7. 取引所の役職員と所属する取引所および同種の他取引所の仲買人との間にて営業に関る利害関係持つことの禁止

などの改正があり、さらに取引所法施行細則 取引所税の制定も新たにあった。
1922年（大正11年）、取引所法の一部改正があり、仲買人は取引員という呼称となり、定期取引を清算取引に改定し、取引所が各種の付帯事業を営むことが認められた。
1918年（大正7年）以降の米価の暴騰に対して政府は米穀の国家管理体制の必要性を痛感し、さらに、1920年（大正9年）第一次世界大戦後の恐慌の中、米価もあおりを受け下落、さらに大豊作も重なって、高値時の半値以下という大暴落となり、政府は米穀の国家管理への考えをさらに強めていくこととなった。その後、米価の変動が米騒動の起因となったように、社会不安を引き起こすことを危惧した政府は1921年（大正10年）、「米穀法」を制定した。この法によって政府は米の需給の調整をし、米価の調節を市場に任せず、間接的とはいえ米価調整が出来るようにした。
1925年（大正14年）には、米穀法の改正により米穀の国家統制は数量調整から市価調整と進んだ。この法に基づき、政府が米穀を買い入れ、売り出しをするに当たって米穀法第4条において「時価ニ準拠シテ之ヲ定ム」とのみしか記してなかったので買い入れ・売り出しの時期、理由の是非が問題となった。政府の一存によって運用開始時期が決まるという不明確さは米穀業界、取引所関係者にとっても米価への影響が大きいだけに市場への脅威として受け止められ、政府の買い上げ米は必ず市場に還流するという供給増の材料となって市場に影響を及ぼした。政府米の備積はいつしか市場に放出され、米価下落を招くという考えは、米穀法によって政府が米を買い上げれば上げるほど相場が下がるという現象を招来し、政府、政界の動向への思惑か市場は常に不安な要素を抱え込むに至った。これらの不安定な状況から米穀法の効果が疑問視され、1929年（昭和6年）再び改正されることになった。率勢米価制の導入である。改正によって政府の米穀買い入れ、売り渡しは米価が政府の告示した最高価格又は最低価格を超えた場合のみとなり、最低価格、最高価格は米穀生産費及び家計米価、とこれに物価指数対米価指数の割合で算出した価格（率勢米価）を基本として定められた。最低価格は米穀生産費と率勢米価の下値二割の相当する価格の範囲内、最高価格は家計米価と率勢米価の上値二割に相当する価格の範囲内で定められた。しかし、この改定は発動する機会はほとんどなく、農村救済策としての米価引き上げには効果がなかった。さらに、台湾、朝鮮、南樺太からの米穀の移出入、及び米穀の輸出入、には政府の許可を必要とした。
1933年（昭和8年）にはさらに強化を加える「米穀統制法」が定められて、米価の政府による間接統制に移行した。この法によって最高、最低価格を公定し、政府は常に最高価格での買い入れの申し込みがあれば資産の続く限り、買い入れ、最低価格で売り渡しの申し込みがあれば所有米のある限り、無制限に応じなければならない義務が出来た。また、米の出廻期には買い上げ、端境には売却するなど、季節変動に対応した。これによって米価は最高、最低価格の間で安定するという趣旨からである。法施行、1年目は大豊作となり、農村救済を意図した最低公定価格23円20銭は割高感を与え、最低公定価格にての買い上げ申し込みが殺到し、政府貯蔵米は大幅に膨らみ、年間内地米販売量の半分に相当する1640万石に達した。さらに、品質力の増した台湾米の大量移入によって供給過剰なり、米価はこれによって最低価格で固定され、米穀取引に大きな影響を与えた。1936年（昭和11年）、政府は米穀自治管理法等によって、過剰米対策を考えたが、この法は1934年（昭和9年）の大凶作により翌10年から需給事情が逆転したため、発動されることはなかった。
この間、満州事変、1937年（昭和12年）の日中戦争の拡大など、不安定な世情の中、1939年（昭和14年）の旱魃による凶作が加わり、米は需給面で完全に不足となり、流通、価格に関して政府の強力な統制が加えられることとなった。このような情勢の中、米穀取引所の取引高は大きく減少することとなり、市場の存在意義は失われていった。1939年（昭和14年）4月、米穀配給統制法が制定されるや、米穀取引所の全ては廃止され、市場に委ねていた米の流れを国家の統制下に置き、最高、最低価格を厳守させた。引き続き価格統制令を施行してすべての価格を公定とし、米穀については1石43円を公定価格とした。
米穀配給統制法案は、1939年（昭和14年）3月議会を通過して成立し、同法に依って、同年7月25日日本米穀株式会社が設立された。朝鮮においても、内地に倣って朝鮮米穀市場株式会社が、1939年（昭和14年）11月に設立され、従前の米穀取引所は解散した。1939年（昭和14年）10月1日からは、米穀に関しては、取引所法を適用しなくなり、（同法第55条、昭和14年勅令第677号）正米市場規則も廃止され、日本米穀株式会社の経営する米穀市場（現物取引、未着物取引、延取引）が、米穀取引所及び正米市場に代わって、それらの旧所在地に逐次開設され、その数28ヶ所に及ぶ。
1939年（昭和14年）8月25日、総動員法第4条の発令により全国の米穀取引所は一斉に総解け合いにより、事実上の期米市場の閉鎖となった。また、1939年（昭和14年）10月1日米穀配給統制法第55条施行に因り全国の米穀取引所解散。
明治以後も米穀取引所に形態を変えながらも継続されてきたが、1939年（昭和14年）の米穀配給統制法によって堂島米穀取引所をはじめとする19カ所全ての米穀取引所が廃止されて、米相場は事実上の禁止に追い込まれた。また21カ所の正米市場も閉鎖され、国策会社である日本米穀株式会社に統合された。

## 戦後
戦後、米の先物取引復活は、米を「最後の大型商品」と呼ぶ商品先物取引業界の長年の悲願であった。だが与党・自民党の支持基盤である農業協同組合や全国の生産者団体が、価格統制力の低下を危惧して反対したことに加え、国民の主食である米への投機行為を警戒する監督省庁の方針があり、米の先物取引は長らく復活することがなかった。
小売価格の引上げと農家からの買入価格の抑制を続けた結果、1978年度において末端逆ざや（小売価格と買入価格の逆ざや）は解消されたが、売買逆ざや（政府の売買価格の逆ざや）やコスト逆ざや（食糧管理のコストを含めた逆ざや）は残っており、一般会計から巨額の繰入れが行われてきた。これは3K赤字（Kは米、国鉄、健保の頭文字をとったもの）の一つに数えられ、国の財政上大きな問題となってきた。ただし歴史的にみれば、赤字の原因は大きく変化している。
農産物の自由な輸入を制限して高値維持を図る方法は、米市場開放後の米価格でも行われている。日本では、1995年に米輸入が解禁された。しかし、輸入解禁後も国産米を保護する代償として、WTOにより一定量の輸入米購入が事実上義務づけられた。政府は輸入米の大半を備蓄することで、国産米の高値維持を図っている。そして、輸入米の多くは、加工食品や海外援助米として使用される。だが、処分しきれず、年間で約10万トンの輸入米が余る状態にある。
また、他の産業ではカルテルとなる減反や現物操作による米の高値維持政策により、国庫と消費者の負担を強いられている。
2005年12月9日に申請した東京穀物商品取引所及び2005年12月16日に申請した関西商品取引所から、それぞれ米の先物取引の試験上場に係る定款の変更の認可の申請があったが、農林水産省は、商品取引所法（昭和25年法律第239号）に基づき審査した結果、2006年4月12日両取引所に対し、定款の変更の申請に対して不認可の通知を行った。

### コメの試験上場
その後も両取引所は米上場の実現に向けた環境整備に努め、関西商品取引所は2011年3月8日に、北陸産コシヒカリを標準品とする農産物市場に於けるコメの試験上場を、農林水産省に対して申請した。また東京穀物商品取引所も2011年3月8日に、関東産コシヒカリを標準品とするコメ試験上場に係る業務規程及び受託契約準則の認可申請を農林水産省に行った。そして、それらの上場商品の範囲の変更に係る定款の変更の認可の内容について、商品先物取引法第352条の規定に基づき、2011年3月25日付け官報により公示され、同年7月1日に両取引所に対して農林水産大臣から認可が下りた。両取引所は、2011年7月19日、コメ取引について2011年8月8日に試験上場取引開始と正式に決定した。
試験上場取引開始日の8月8日は、東穀取・関西商取いずれも買い注文が殺到し、板合せザラバ仕法の取引手法をとる東穀取では取引開始日のサーキットブレーカー (CB) 基準値段が13,500円（全限月共通）に対して、終日CBが発動され、全3限月において18,500円の気配値段で取引が終了し初値が付かなかった。同日（計算区域9日）の夜間立会においてはCB基準値段が14,100円（全限月共通）に対して、夜間取引終了直前において19,100円（2011年11・12月限）及び18,000円（2012年1月限）の気配値段となり（夜間取引終了時はこれらの気配値とは異なる）、初値が付かなかった。そして東穀取がCBの発動条件を緩和、CB基準値段を引き上げた 結果、9日の日中立会において、立会開始から10分間のCBを挟んで2011年11月限、2011年12月限が共に17,400円、2012年1月限が17,280円の初値を付けた。初値を付けたのちも、CBが断続的に発動されたが、のちに急落するなど波乱の幕開けとなった。
一方関西商取においては、8月8日の前場1節において、2011年12月・11月限出し値13,700円 に対して競り上がり、2011年11月限は14,320円、2011年12月限は14,540円、2012年1月限は19,210円で初値を付け、2012年1月限については関西商取の方が東穀取よりも暴騰する結果となった。しかし同日前場2節以降後場3節まで、2011年11月限は14,620円、2011年12月限は14,840円（共にストップ高）、同日前場3節から後場3節まで、2012年1月限については18,910円（ストップ安）の波乱の幕開けとなった。
2011年（平成23年）11月4日、東穀取において早受渡しが成立し、「戦後初」となる先物取引を介した米の現物受渡し（1枚・12トン、受渡値段14,220円）が行われた。また同月18日の平成23年11月限の納会を受け同月28日東穀取において初の期日受渡しがあり、受渡値段14,500円で8枚（96トン）の受渡しがあった。関西商取における期日受渡しは、同月10日納会・17日受渡で、受渡価格15,540円、14枚（42トン）の受渡しであった。
米の先物取引が開始されて以降、市場参加者に占める当業者の割合は7 - 8%で流通関係者が主体に一部の生産者が参加している（平成23年11月15日東穀取渡辺社長の記者会見発表）。JA越前たけふが「コメの先物取引についても参加を検討する」と表明するなど、先物取引に関心を持つ農家や卸も少なくない。
また、現状の米価の変動リスクを負うのは、農家や卸である。（農業協同組合は値下がりすれば、農家に差額返還請求出来るので最終的には米価の変動リスクを農家に転化することが可能である。）
現状の課題については、関西商取の特定の商品先物取引業者のバイカイ主体の商い、東穀取の当初1日あたり5000枚の目標に対して、数百枚の出来高と取引が低迷していえる現状を踏まえると、今後の課題は、当業者の参加はもちろんのこと、いかに個人投資家の参加を促すかにかかっている。個人投資家が市場からいなくなったら、ファンドなどのプロも撤退していく。大手ファンドなどの機関投資家は、一般素人の資金を狙って市場に参加するものであり、プロ同士のやりとりは避けるものである。また、当業者だけでは市場が適切に機能しないことは、戦後の、国内商品先物市場の繁栄、衰退の経緯によって証明されている。この点については、1966年（昭和41年）11月には、商取審議会が「当業者以外の者の商品取引への参加を抑止することは、今後においても実質的に困難であり、また、商品取引所の公正価格の形成機能およびヘッジ機能を円滑化するためにはある程度の大衆参加は許容されると考えられる」との答申も出している。市場振興策については、農水省が（不招請勧誘禁止の対象を見直すとした）国会の付帯決議に関しては、実態を踏まえて検討していることや東穀協会は、平成23年11月4日、米取引について平成23年11月7日から毎営業日の10:00 - 10:30と15:00 - 15:30のそれぞれ30分間に取引を集中させる市場振興策を実施した。この振興策は、2012年3月まで行われる予定。
コメの試験上場は2年ごとに試験上場の結果を評価し再延長がされてきたが、試験上場から10年が経ち実績も残したとして、関西商品取引所は本上場を申請。しかし、2021年8月に農林水産省が関西商取に対し、「基準を満たしていない」としてコメ先物取引の廃止が決定、出来高は激減し2022年には売買がほとんどなくなり、2022年6月20日上場していたコメ先物4銘柄が終了。2023年11月、残っていた輸出用のコメ先物が終了し試験上場が完全終了する。

### 東穀取解散へ
2012年5月、東穀取はコメ先物を関西商品取引所に移管したのち、2013年中に事業清算することを発表した。

### コメの先物取引の再開
2024年6月に堂島取引所は新たにコメの先物取引を政府に申請し、8月に認可され8月13日、コメ値上がりのなかコメの先物取引が本格的にスタートした。
商品先物取引であるため、未来の清算日の米の価格を予想して取引するものとなる。理屈の上では、清算日にその時の実際の米の価格に収斂するはずである。
取引単位は3トン。通常の商品先物取引は清算日に現物を実際に取引する形で清算をし、堂島取引所の他の商品先物は全てその形になっていて、受渡し場所として指定されている港があるが、米だけは、堂島取引所が規定している、推定される平均米価に基づいて清算する方法となっていて、実際の米の価格では清算しない特殊な方法となっている。
計算式には、
- 農林水産省が公表している米の相対取引価格[21]
- 公益社団法人米穀安定供給確保支援機構が行っているアンケート調査による米の需給や米価のディフュージョン・インデックス（DI）[22]

の2つを用いて、現在の価格を推定する。農林水産省の価格は発表まで時間遅れがあるので、アンケート調査のDIの結果で現在の価格を推定している。
清算の計算式に使われる、（推定）平均米価は以下の計算式を使用する。堂島取引所の業務規程の別表2に書かれている。
{\displaystyle \exp(\alpha +\beta _{1}X_{1}+\beta _{2}X_{2}+\beta _{3}X_{3}+\beta _{4}X_{4}+\beta _{5}X_{5}+\beta _{6}X_{6})}
上記の変数は以下の通り。lnは自然対数。農林水産省公表の相対取引価格は全銘柄平均価格を使用する。
- {\displaystyle X_{1}} は (前月の相対取引価格 - 前々月の相対取引価格）÷ 前々月の相対取引価格
- {\displaystyle X_{2}} は ln(前月の相対取引価格)
- {\displaystyle X_{3}} は ln(需給に関する現状DI)
- {\displaystyle X_{4}} は ln(需給に関する見込DI)
- {\displaystyle X_{5}} は ln(米価に関する現状DI)
- {\displaystyle X_{6}} は ln(米価に関する見込DI)

そして {\displaystyle \alpha }, {\displaystyle \beta } の数値は都度発表される。2025年5月30日の場合は、{\displaystyle \alpha =-0.71308,\ \beta _{1}=0,\ \beta _{2}=1.04926,\ \beta _{3}=0,\ \beta _{4}=-0.05165,\ \beta _{5}=0,\ \beta _{6}=0.11270} だった。p値が0.05を超えると、説明変数から外すために係数が0になる。

## 備考
- 寛文・元禄期に大阪が中心となると、大阪市場に集まる米は300万俵に達し、市場商品の3分の2以上を占めた[25]。